# Goose Island Brewery
Cervejaria Goose Island é uma cervejaria localizada em Chicago, Illinois, que começou como um simples pub aberto por John Hall em maio de 1988 em Lincoln Park, Chicago, Illinois, e batizado em nome de  ilha próxima conhecida como Goose Island. A cervejaria foi aberta em 1995, enquanto o segundo pub, Wrigleyville, foi aberto em 1999.
Em 28 de março de 2011, a Goose Island anunciou que estaria vendendo sua participação de 58% na Fulton Street Brewery LLC (o nome legal de Goose Island Brewing) para a parceira de distribuição Anheuser-Busch InBev. A participação restante de 42%, de propriedade de Craft Brew Alliance, também foi comprada pela Anheuser-Busch.
As suas cervejas são distribuídas nos Estados Unidos e no Reino Unido,após uma parte da participação da empresa ser vendida à Widmer Brother Brewery em 2006, e a cervejaria foi capaz de expandir-se para mercados diferentes.  A cervejaria começou a distribuir Matilda a oeste das Montanhas Rochosas em Março de 2010.

## Goose Island no Brasil
Em Julho de 2015, a Ambev trouxe as duas cervejas mais populares para o Brasil, a Honkers Ale e a Goose IPA.

## Produtos

### Cervejas
Goose Island produz várias cervejas que estão disponíveis durante todo o ano, assim como algumas cervejas que são sazonais. Em diferentes momentos no passado, a cervejaria produziu dezenas de outras cervejas.
Em novembro de 2008, Goose Island foi notícia quando seu pequeno lote de Bourbon County Stout tornou-se disponível pela primeira vez em estados do oeste americano.
| Nome                       | Estilo             | ABV % | IBU   | Observações                 |
| -------------------------- | ------------------ | ----- | ----- | --------------------------- |
| Honkers Ale                | Bitter             | 4.2   | 30    |                             |
| India Pale Ale             | India Pale Ale     | 5.9   | 55    |                             |
| 312 Urban Wheat Ale        | Wheat ale          | 4.2   | 18    |                             |
| 312 Urban Pale Ale         | Pale ale           | 5.2   | 30    |                             |
| Green Line                 | Pale ale           | 5.4   | 36    | Somente Chope               |
| Sofie                      | Saison             | 6.5   | 15    |                             |
| Matilda                    | Belgian ale        | 7.0   | 32    |                             |
| Pere Jacques               | Belgian strong ale | 8.0   | 26    |                             |
| Pepe Nero                  | Farmhouse ale      | 6.4   | 30    |                             |
| Endless IPA                | Session IPA        | 4.7   | 20    | Sazonal (Março–Agosto)      |
| Oktoberfest                | Oktoberfest beer   | 6.4   | 17    | Sazonal (Agosto–Setembro)   |
| Rambler IPA                | Red IPA            | 5.7   | 35    | Sazonal (Agosto-Novembro)   |
| Bourbon County Stout       | Imperial stout     | 14+   | 60    | Sazonal (Novembro)          |
| Bourbon County Barley Wine | Barley Wine        | 12+   | 60    | Sazonal (Novembro)          |
| Christmas Ale              | Brown ale          | 7.3   | varia | Sazonal (Novembro–Dezembro) |
| Juliet                     | Sour ale           | 8.0   | 15    | Disponível uma vez por ano  |

## Prêmios
| Nome                       | Estilo               | Honras |
| -------------------------- | -------------------- | --- |
| 312 Urban Wheat            | Wheat Ale            | 2010 Great American Beer Festival Ouro, 2008 Great American Beer Festival Bronze, 2008 World Beer Cup Prata, 2007 Great American Beer Festival Ouro, 2006 Great American Beer Festival Ouro                                           |
| Baderbrau                  | Pilsner              | 1998 Great American Beer Festival Prata |
| Blonde Ale                 | Blonde Ale           | 1999 Great American Beer Festival Ouro |
| Bourbon County Brand Stout | Imperial Stout       | 2010 Great American Beer Festival Bronze, 2006 World Beer Cup Ouro, 1995 Great American Beer Festival Menção Honrosa |
| Bourbon Wheatmeister       | Wheat Wine           | 2007 Great American Beer Festival Ouro |
| Chicago Vice Weizen        | Wheat Ale            | 1989 Great American Beer Festival Prata |
| Christmas Ale              | Christmas Beer       | 2010 World Beer Cup Bronze |
| Demolition                 | Golden Ale           | 2009 Great American Beer Festival Prata |
| Harvest Ale                | Extra Special Bitter | 2011 Great American Beer Festival Bronze |
| Honkers Ale                | Bitter               | 2006 World Beer Cup Bronze, 1997 Great American Beer Festival Ouro |
| IPA                        | India Pale Ale       | 2010 World Beer Cup Ouro, 2009 Great American Beer Festival Prata, 2007 Great American Beer Festival Prata, 2004 Great American Beer Festival Prata, 2001 Great American Beer Festival Bronze, 2000 Great American Beer Festival Ouro |
| Lolita                     | Cherry Sour Ale      | 2010 World Beer Cup Prata |
| Matilda                    | Pale Ale             | 2008 World Beer Cup Prata, 2006 World Beer Cup Prata, 2005 Great American Beer Festival Ouro |
| Naughty Goose              | Brown Ale            | 2003 Great American Beer Festival Ouro |
| Nut Brown Ale              | Brown Ale            | 2010 World Beer Cup Ouro, 2006 World Beer Cup Ouro |
| Oatmeal Stout              | Oatmeal Stout        | 1992 Great American Beer Festival Bronze |
| Pils                       | Pilsner              | 2002 Great American Beer Festival Prata |
| PMD Mild                   | Mild Ale             | 1992 Great American Beer Festival Ouro |
| Red Woody                  | Red Ale              | 2009 Great American Beer Festival Prata |
| Schwarzbier                | Schwarzbier          | 2004 Great American Beer Festival Bronze |
| Sofie                      | Saison               | 2011 Great American Beer Festival Bronze |
| Summertime                 | Kölsch               | 2002 Great American Beer Festival Ouro |
| Wheatmeister               | Wheat Wine           | 2007 Great American Beer Festival Bronze |

### Citações
1. ↑  Frisbie, Paul (9 de novembro de 2008). «A Chicago Icon Remains Intact». chicago-copywriter.com. Consultado em 5 de julho de 2015. Arquivado do original em 3 de março de 2016
2. ↑  Noel, Josh and York, Emily (28 de março de 2011). «Anheuser-Busch to take over Goose Island». chicagotribune.com [ligação inativa]
3. ↑  Rocky (17 de dezembro de 2008). «Goose Island Beer-Chicago's Finest». hoppsy.com
4. ↑  Yue,Lorene (8 de junho de 2006). «Stake in Goose Island Beer Sold to Anheuser Affiliate». chicagobusiness.com
5. ↑  Fullpint, Jonny (2 de março de 2010). «Goose Island – Matilda Makes Her Way West». Beer News. The Full Pint.com. Consultado em 5 de setembro de 2012
6. ↑  Goose Island Beer Company at RateBeer.com. Retrieved March 31, 2014.
7. ↑  Beer Advocate, November 4, 2008[ligação inativa]
8. ↑  The Association of Brewers. «Great American Beer Festival Past Winners». greatamericanbeerfestival.com. Consultado em 5 de julho de 2015. Arquivado do original em 27 de outubro de 2009
9. ↑  Brewers Association. «World Beer Cup Winners List». worldbeercup.org

## Ligações eternas
- Goose Island Beer Company Site